# Web Open Font Format
El Web Open Font Format (WOFF) és un format tipogràfic per a l'ús en pàgines web. Va ser desenvolupat el 2009 i es troba en procés de ser estandarditzat com una recomanació pel World Wide Web Consortium (W3C) Web Fonts Working Group.
Després de la presentació del WOFF per la Fundació Mozilla, Opera Software i Microsoft el 8 d'abril de 2010, el W3C va comentar que espera que WOFF es converteixi aviat en l'«únic i interoperable format [tipogràfic]» amb el suport de tots els navegadors. El W3C ha publicat WOFF com a esborrany de treball el 27 de juliol de 2010.

## Especificació
WOFF és essencialment un embolcall que conté fonts basats en sfnt (TrueType, OpenType o Open Font Format) que s'han comprimit utilitzant una eina de codificació WOFF perquè puguin ser incorporats en una pàgina web. El format utilitza compressió zlib (en concret, la funció compress2), típicament ocasionant una reducció de la mida d'un arxiu TTF de més d'un 40%.

## Suport tècnic
El format ha rebut el suport de moltes de les principals foneries de fonts i de Firefox des de la versió 3.6.
Microsoft ha afegit suport complet per WOFF a la tercera vista prèvia d'Internet Explorer 9.
L'entorn de treball WebKit suporta WOFF i Safari ho farà en futures versions. Google Chrome ha donat suport WOFF des de la versió 5.0.
Presto suporta WOFF des de la versió 2.7.81.